# Emphysomera rugula
Emphysomera rugula là một loài ruồi trong họ Asilidae. Emphysomera rugula được Scarbrough & Marascia miêu tả năm 1999. Loài này phân bố ở miền Australasia.